# Lista över borgmästare i Strängnäs
Detta är en lista över staden Strängnäs stads borgmästare.

## Borgmästare i Strängnäs
Borgmästare i Strängnäs stad före 1971.

### Justitieborgmästare
| Ämbetstid | Namn                   | Levnadstid | Övrigt |
| --------- | ---------------------- | ---------- | ------ |
| 1666–1692 | Johan Stierneroos      | 1643–1718  |        |
|           | Anders Tholander       | –1735      |        |
| 1737–1762 | Daniel Lundius         | 1699–1762  |        |
| 1763–1783 | Erik Wikman            | 1723–1783  |        |
| 1785–1807 | Johan Georg Björnström | 1756–1807  |        |
|           | Jonas Henrik Ekstrand  | 1780–1858  |        |
| 1858–1869 | Anders Fredrik Ekewall | 1819–1901  |        |
| 1869–1917 | Lage Wernstedt         | 1833–1917  |        |
| 1919–1949 | Filip Österholm        | 1870–1949  |        |